# Polyrhachis wheeleri
Polyrhachis wheeleri är en myrart som beskrevs av Mann 1919. Polyrhachis wheeleri ingår i släktet Polyrhachis och familjen myror. Inga underarter finns listade i Catalogue of Life.